# 沃萊尼 (尼亞姆茨縣)
46°35′39″N 28°04′06″E / 46.59417°N 28.06833°E
沃萊尼鄉（羅馬尼亞語：Comuna Văleni, Neamț），是羅馬尼亞的鄉份，位於該國東北部，由尼亞姆茨縣負責管轄，面積37平方公里，海拔高度280米，2007年人口1,759，人口密度每平方公里48人。